# スワップション
スワップション（Swaption）は、権利行使日に一定条件のスワップ取引を行うことができる権利を売買するオプション取引の一種であり、スワップ(swap)とオプション(option)を組み合わせた造語である。原資産は通常、金利スワップである。
固定金利払い、変動金利受けのスワップ取引を行う権利をペイヤースワップション (payer swaption)、固定金利受け、変動金利払いのスワップ取引を行う権利をレシーバースワップション(receiver swaption)という。
スワップションの買い手と売り手は以下の項目について合意する：
- オプションプレミアム（価格）
- 行使レート（原資産のスワップの変動金利）
- オプションの権利行使可能期間（権利消滅日、アメリカン、ヨーロピアンタイプの別）
- 想定元本
- 原資産のスワップの詳細（スワップ期間、インデックス等）
- 権利行使時の処理（cash:差金決済、physical:スワップ取引を行う）

## スワップションを組み込んだデリバティブ商品
- コーラブルスワップ(Callable Swap)
- インデックスアモータイジングスワップ(Index Amortizing Swap)
- インデックスアクリーティングスワップ(Index Accreting Swap)
- キャップ(Cap)
- フロア(Floor)